# Vigardolo
Vigardolo è una frazione del comune di Monticello Conte Otto, in provincia di Vicenza. Confina con Monticello Conte Otto, Cavazzale e Bolzano Vicentino.

## Storia
Vigardolo (il cui nome ricorda il latino vicus, "villaggio") è citato per la prima volta nel 1262, quando risulta già costituito in comune. Nel 1297 è ricordata l'esistenza della chiesa.
L'economia del paese fu a lungo basata sull'agricoltura, monopolio di poche famiglie di proprietari, in particolare i Valmarana.
Nel 1807, sotto il dominio di Napoleone, Vigardolo perse la propria autonomia amministrativa e divenne frazione di Monticello Conte Otto.

## Monumenti e luoghi di interesse
- Villa Valmarana Bressan, tra le prime opere di Andrea Palladio